# Augustin Kolberg
Pour les articles homonymes, voir Kolberg (homonymie).
Augustin Kolberg (né le 31 janvier 1835 à Tolkemit et mort le 6 février 1909 à Frauenbourg) est un théologien catholique, chercheur en histoire et député du Reichstag.

## Biographie
Kolberg étudie au lycée de Braunsberg puis la théologie et le droit canon au Séminaire pontifical de Rome. En 1858, il est ordonné prêtre. Par la suite, il est subregens et bibliothécaire au séminaire de Braunsberg et, à partir de 1899, doyen de la cathédrale de Frauenbourg. De 1877 à 1885, il est membre de la chambre des représentants de Prusse pour la 5e circonscription de Königsberg (Braunsberg-Heilsberg).
De 1881 à 1884, il est député du Reichstag pour le Zentrum en représentant la 6e circonscription de Königsberg (Braunsberg-Heilsberg).
Kolberg publie un certain nombre d'articles précieux sur l'histoire de la Varmie et sur Adalbert de Prague.

## Travaux (sélection)
- Die Secte der Protestkatholiken gegenüber der katholischen Kirche, Ed. Peter, Braunsberg/Leipzig 1871 (E-Kopie).
- Die Zantirburg, die Zantirkathedrale und das Zantirwerder bei Marienburg im 13. Jahrhundert. In: Zeitschrift für Geschichte und Altertumskunde des Ermlands, Band 15, 1910, S. 1–72.